# ماسیدر سفلی
ماسیدر سفلی، روستایی از توابع بخش سرشیو شهرستان مریوان در استان کردستان ایران است.
یکی از قدیمی ترین سکونتگاه های بشری در سطح استان کردستان است ، ماسیدر قدیمی ترین روستای شهرستان مریوان می باشد . این روستا دارای 7 قبرستان باستانی و 6 جانمایی سکونتگاهی می باشد . اگر چه مکان های قدیمی زیست بشری اکنون مشاهده نمی گردد ولی برابر کاوش های اندک و ملاحظات تاریخی ، کتابخانه ای و میدانی با یک میدان بکر برای کاوشهای باستانی مواجه هستیم . 
روستای ماسیدر در بخش مرکزی میدان باستانی بخش سرشیو مریوان قرار دارد که در کنار روستاهای گلچیدر و سعد و سلیمانه خود تشکیل یک مثلث غنی از تاریخ و باستان دیار کهن را می نمایاند . علی رغم حضور کاوشگران و گنج یابان غیر مجاز در این محل متاسفانه از سوی دولت هیچ کاوش در خور توجهی انجام نگرفته است .  
کشفیات این روستا به چند قطعه ابزار فلزی مفرغی و چند قبرستان باستانی اکتفا شده و همچنان تاریخ کهن در دل خروارها خاک خفته است  . 
چند جانمایی سکونت گاه های قدیمی روستای ماسیدر : شیو خه نان ، دِی ژورو ، دِی کُن ، مزگه وته کُنه ، ماسیه ره کُوله ،  و کانی سِف که از تقاطع دو رودخانه تشکیل می شده است  .    
به علاوه این مکان ها که غالبا بر دشت ها و مراتع محل عنوان می گردد دیگر مکانهای مهم این روستا از جمله : پاوه ، کنگه ره ، شیوه سوتاو ، ( که به بروای اهالی یک روستای قدیم بوده که به دلیل آتش سوزی تخلیه شده )، ده وه ناوی ، و که رخوراو ، چناران و سه رچنار و غیره ... می باشد .            

## جمعیت
این روستا در دهستان سرشیو قرار دارد و براساس سرشماری مرکز آمار ایران در سال ۱۳۸۵، جمعیت آن ۲۹۵ نفر (۵۳خانوار) بوده‌است.